# Dursun Çiçek
Dursun Çiçek (* 25. Januar 1960 in Umurca, Reşadiye, Provinz Tokat) ist ein Marine-Oberst in der türkischen Armee.

## Leben
Dursun Çiçek absolvierte die Mittelschule in Yıldızeli. Im Jahr 1979 trat er in die Militärakademie ein, die er 1980 beendete. Çiçek gehörte der Marine an und war in den 1990er Jahren in Şırnak und von 1997 bis 1999 in Albanien tätig. Er studierte ferner an der Universität Çukurova und erlangte dort 2005 den Grad eines Doktors.
Er wurde von der türkischen Justiz mit sechs anderen Militärangehörigen der Putschvorbereitung beschuldigt. Dies beruhte auf einen Plan mit dem Namen Aktionsplan zur Bekämpfung reaktionärer Kräfte der 2009 öffentlich ruchbar wurde und an dem er angeblich mitgewirkt hatte. Er wurde zwei Mal verhaftet, aber jedes Mal wieder auf freien Fuß gesetzt. Er selbst stritt die Vorwürfe ab. In den zwei Großprozessen gegen türkische Offiziere (Ergenekon-Prozess und Balyoz) wurde er jeweils zu langjährigen Freiheitsstrafen verurteilt, die Urteile wurden aber durch den Kassationshof aufgehoben und Çiçek freigesprochen. Im Jahr 2011 wurde er in den Ruhestand versetzt und trat 2015 der CHP bei.
Bei der Parlamentswahl in der Türkei am 7. Juni 2015 wurde er als Abgeordneter der CHP gewählt.

## Nachweise
1. ↑  Spiegel-Bericht
2. ↑  https://www.hurriyet.com.tr/gundem/ergenekon-davasinda-karar-aciklandi-40092219
3. ↑  https://www.milliyet.com.tr/gundem/balyoz-davasinda-236-sanik-beraat-etti-2036951
4. ↑  https://www.haber7.com/partiler/haber/1317237-dursun-cicek-chpye-katildi